# 西村深村
西村深村(にしむらふかむら)は、かつてワタナベエンターテインメントで活動していたお笑いコンビ。2013年解散。

## メンバー
- 深村 哲哉（ふかむら てつや、1978年8月5日 - ）
ツッコミ担当。立ち位置は写真では右だがコントだと左。
福井県出身。星座はしし座、血液型はA型。身長168cm。
コンビ解散後は、松本剛矢（元春夏笑冬）とコンビ「しげる」を結成。

- 西村 裕一（にしむら ゆういち、1978年7月22日 - ）
ボケ担当。立ち位置は写真では左だがコントだと右。
福井県出身。星座はかに座、血液型はAB型。身長177cm。
コンビ解散後は、成田デシリットル（当時紳士服の成田、ペパーミントの風に吹かれて）と「幾三」というコンビで活動していたが、現在は解散。
2018年5月、元ろっくまんの鈴木じゅんちとコンビ「ジョージマン」を結成。

## 来歴・芸風
小学校から高校まで一緒だった同級生同士で結成。2006年10月、ワタナベコメディスクールに5期生として入学。翌2007年9月卒業と共に同期生だったあんいーぶん（現在は解散）、岩間よいこ（現・パルフェ）、ガゼル、坂本しろう、サギタリウスと一緒にワタナベエンターテインメント所属となった。
ネタのスタイルは主にコント。主なものに、棒読み調でシュールな会話を繰り広げる「不思議コント」などのネタがある。

## 出演
- モバタレGREAT（日本テレビ） - 『タレタマ』お笑い枠メンバー
- 爆笑ホワイトカーペット（フジテレビ） - 2009年10月3日（第3回）、キャッチコピーは「不思議系男子」
- 爆笑レッドカーペット（フジテレビ） - 2010年1月23日、キャッチコピーは「不思議系男子」
- 新世紀ネタキング決定戦（TOKYO MX）- 2010年11月4日
- ピースボート -Piece Vote- 第1話（日本テレビ）- 2011年7月4日
- オンバト+（NHK総合）戦績0勝1敗 最高425KB

単独DVD
- 村おこし（笑魂シリーズ、2011年1月26日）